# Aurélio Teixeira
Aurélio Gianni Teixeira (Santana de Parnaíba, 21 de outubro de 1926 — Rio de Janeiro, outubro de 1973) foi um ator e diretor de cinema brasileiro.

## Biografia
Foi responsável pelo argumento juntamente com Braz Chediak da produção Mineirinho Vivo ou Morto, filme de 1967 que também dirigiu. Dirigiu também Juventude e Ternura no ano de 1968, que teve como estrela principal foi a cantora  Wanderléa, que também foi produtora do filme.
Foi casado com a atriz Gracinda Freire.

## Filmografia parcial

### Como ator
- 1976 - Os Mansos (segmento "O Homem, a Mulher e o Etc. numa noite de loucuras")
- 1971 - Soninha Toda Pura
- 1970 - Meu Pé de Laranja-Lima  (Portuga)
- 1969 - Os Raptores
- 1968 - Selva Trágica
- 1965 - Entre Amor e o Cangaço
- 1962  - Três Cabras de Lampião
- 1961  - Mulheres e Milhões
- 1960  - Vai que é mole (Dureza)
- 1959  - Pistoleiro Bossa Nova (Cachimbo)
- 1959 - Quem Roubou Meu Samba? ( Secundino)
- 1958 - Aguenta o Rojão
- 1957 - Absolutamente Certo (Raul)
- 1957 - Arara Vermelha
- 1957- Uma Certa Lucrécia (César)
- 1957 Teleteatro:
  - Cartas de Madeleine (1957)
  - A Última Conquista (1957)
  - Barro Blanco (1957)
  - Correntes Ocultas (1957)
  - M (O Matador) (1957)
- 1956 - Quem Matou Anabela?
- 1955 - Ana (curta)
- 1955 - Mãos Sangrentas
- 1954  - Carnaval em Caxias
- 1953 -  Balança mas não cai
- 1952  - Amei um Bicheiro (Cicatriz)
- 1952   - Barnabé, tu és meu
- 1952  - Carnaval Atlântida
- 1952  - Destino
- 1951 -  Hóspede de uma noite

### Como diretor
- 1971 - Soninha Toda Pura
- 1970 - Meu Pé de Laranja-Lima
- 1969 - Os Raptores
- 1968 - Juventude e Ternura
- 1967 - Mineirinho Vivo ou Morto
- 1966 - Na Onda do Iê-Iê-Iê
- 1965 - Entre o Amor e o Cangaço
- 1962 - Três Cabras de Lampião